# 조현문
조현문(趙顯文, 1969년 3월 7일~)은 대한민국의 1991년 1월 당시 23세로 은퇴한 전직 가수 및 은퇴 음악가 출신의 법조인 겸 외국변호사이자 대학 교수이고 전직 기업인이다.

## 약력
1987년 보성고등학교를 거쳐 1991년 서울대학교 사회과학대학 인류학과(고고인류학 학사)를 나온 그는, 1988년 서울대학교 인류학과 재학 시절 보성고등학교 동창인 신해철과 아울러 《무한궤도》의 구성원으로 활동하며, "그대에게"라는 노래로 참가해, 1988년 제12회 MBC 대학가요제 대상을 탔다. 그러나 1991년 1월에 23세로 음악 분야에서는 완전히 은퇴를 선언했으며, 이후 1996년 미국 하버드 로스쿨에서 법무박사(J.D.) 학위를 받고 미국 뉴욕의 로펌 크라바스, 스웨인 앤 무어(Cravath, Swaine and Moore)에 입사했다. 1998년 로펌 근무 중 부친인 조석래 효성 그룹 회장의 부탁으로 귀국, 1999년 효성에 입사했다. 2006년 부사장으로 승진해 중공업 사업그룹(PG)장을 맡았다. 2011년 9월 회사를 떠나 2015년 4월까지 법무법인 현의 고문변호사로 활동을 했다.

## 학력
- 1996년 하버드 로스쿨 법무박사 (J.D.)

## 경력
- 1988년 그룹 무한궤도 멤버
- 1996년 ~ 1998년 미국 뉴욕 로펌 크라바스 스웨인 앤 무어(Cravath Swaine & Moore) 변호사(Associate)
- 2000년 효성 전략본부 이사
- 2001년 효성 전략본부 상무
- 2003년 효성 효성 전략본부 전무
- 2007년 2월 효성 부사장
- 2007년 ~ 2013년 2월 효성 중공업PG 사장
- 2013년 3월 ~ 2015년 4월 법무법인 현 고문 변호사
- 2013년 5월 ~ 2016년 3월 동륭실업 사내이사
- 2015년 3월 ~ 2016년 3월 동륭실업 대표이사

## 가족 관계
- 할아버지 : 조홍제 (1906년 5월 20일 ~ 1984년 1월 16일)
- 할머니 : 하종옥 (1906년 ~ 1978년)
- 아버지 : 조석래 (1935년 11월 19일 ~ 2024년 3월 29일)
- 어머니 : 송광자 (1946년 ~ )
- 형 : 조현준 (1968년 1월 16일 ~ )
  - 형수 : 이미경
- 동생 : 조현상 (1971년 ~ )

## 같이 보기
- 신해철
- 무한궤도